# Phitsanulok
Phitsanulok (thai: พิษณุโลก) är en provins (changwat) i den norra delen av Thailand. Den har en kort gräns mot Laos och gränsar till provinserna Loei, Phetchabun, Phichit, Kamphaeng Phet och Sukhothai. Provinsen hade år 2000 792 678 invånare på en areal av 10 815,8 km². Provinshuvudstaden är Phitsanulok.
Den första delen av namnet, Phitsanu (Thai: พิษณุ) motsvarar Vishnu, medan den andra delen (Thai: โลก) betyder glob eller värld. Namnet skulle kunna översättas till Vishnus himmel.

## Administrativ indelning
Provinsen är indelad 9 distrikt (amphoe). Distrikten är i sin tur indelade i 93 subdistrikt (tambon) och 993 byar (muban).